# Radvanice (Přerovi járás)
Radvanice település Csehországban, Přerovi járásban. Radvanice Veselíčko, Osek nad Bečvou, Lazníky, Prosenice és Buk településekkel határos. Lakosainak száma 278 fő (2024. január 1.).

## Népesség
A település lakosságának változását az alábbi diagram mutatja:
| Lakosok száma | 230  | 286  | 396  | 339  | 255  | 291  | 264  | 278  | 278  | 278  |
|               | 1869 | 1890 | 1921 | 1950 | 1980 | 2001 | 2017 | 2019 | 2022 | 2024 |